# 2002 AA29
2002 AA29 (també anomenat 2002 AA29) és un petit asteroide proper a la Terra que va ser descobert el 9 de gener de 2002 amb el LINEAR (Lincoln Near Earth Asteroid Research). El diàmetre de l'asteroide és de només 50 a 110 metres. Orbita el Sol en una òrbita gairebé circular molt similar a la de la Terra. Es troba principalment dins de l'òrbita de la Terra, que creua prop del punt més llunyà de l'asteroide respecte al Sol (l'afeli). A causa d'aquesta òrbita, l'asteroide es classifica com a asteroide de tipus Aton, en honor de l'asteroide (2062) Aton.
Una característica addicional és que el seu període orbital mitjà respecte al Sol és d'exactament un any sideri. Això significa que està bloquejat en una relació amb la Terra, ja que una òrbita com aquesta és només estable sota unes condicions particulars. Encara es coneixen pocs asteroides d'aquest tipus, en una ressonància d'1:1 amb la Terra. El primer va ser (3753) Cruithne, descobert el 1986.
Els asteroides amb una ressonància orbital d'1:1 també s'anomenen coorbitals, ja que segueixen l'òrbita del planeta. Els més nombrosos (coneguts) són els troians, que es troben als punts de Lagrange L4 i L5 del planeta corresponent. Tanmateix, 2002 AA29 no n'és un. En lloc d'això, segueix l'anomenada òrbita de ferradura al llarg del camí de la Terra.